# Jotaro Kujo
Jotaro Kujo (空条 承太郎 Kūjō Jōtarō?) es un personaje ficticio de la serie de manga y anime JoJo's Bizarre Adventure. 

## Historia
Araki se basó en Clint Eastwood para la actitud de tipo malo de Jotaro. Incluso en una ocasión Araki e Eastwood se conocieron y el mangaka le pidió al actor que posara como Jotaro, Eastwood lo hizo y Araki le obsequió un cuadro especial de Jotaro.
En 2014 fue adaptada la tercera saga al anime, teniendo a Jotaro y los demás como protagonista, luego en 2015-2016 apareció como personaje secundario en la adaptación del cuarto arco, Diamond Is Unbreakable.
Jotaro es un personaje jugable en la mayoría de los videojuegos de JoJo's Bizarre Adventure, el último en el que apareció fue en JoJo's Bizarre Adventure: Eyes of Heaven, en el que aparece dos veces, su versión de la tercera saga y su versión de la cuarta saga.
Es un personaje jugable en el videojuego crossover Jump Force.
Aparece en la película de acción real sobre la cuarta saga de JoJo's Bizarre Adventure, interpretado por Yūsuke Iseya.